# From Me to You
From Me to You è un brano musicale scritto da John Lennon e Paul McCartney e pubblicato dai Beatles nel singolo From Me to You/Thank You Girl nel 1963. Il disco è stato il primo a raggiungere la vetta in molte classifiche inglesi.

## Descrizione

### Composizione
Lennon e McCartney cominciarono a scrivere From Me to You in uno dei viaggi all'interno del tour con la cantante Helen Shapiro, sulla strada fra York e Shrewsbury. Avevano letto il New Musical Express e avevano notato il titolo della rubrica della corrispondenza: "From You to Us". McCartney osservò che le loro prime composizioni tendevano a includere sempre le parole "I", "me", o "you", allo scopo di farne canzoni molto dirette e personali. Così venne l'idea per il titolo.
Il brano venne considerato dai Beatles come innovativo e accattivante abbastanza da essere pubblicato come singolo ed è una delle canzoni che Lennon e McCartney hanno realmente composto insieme. McCartney la definisce "molto co-scritta".

### Registrazione e uscita nel Regno Unito
Dopo la registrazione agli Abbey Road Studios il 5 marzo 1963, la Parlophone Records distribuì From Me to You l'11 aprile con Thank You Girl come lato B. Nove giorni più tardi cominciò una corsa di 21 settimane nelle classifiche inglesi culminata con la conquista della posizione numero 1 il 4 maggio, tenuta per le successive 7 settimane.
From Me to You è stata la prima canzone a raggiungere la vetta delle charts in Gran Bretagna, o meglio è sempre stata considerata tale nonostante il singolo Please Please Me avesse fatto quasi altrettanto qualche mese prima. Il fatto era che quest'ultimo non era arrivato alla posizione numero uno solo nella classifica di "Record Retailer", considerata allora la più autorevole nel settore. From Me to You viene quindi considerata la prima di una serie di undici singoli che hanno raggiunto la vetta delle "top ten".
Un'indicazione del grande successo che From Me to You ha regalato ai Beatles (niente comunque in confronto ai successivi She Loves You e I Want to Hold Your Hand) è stata espressa da McCartney: «La prima volta che ho avuto l'impressione che ce l'avevamo fatta è stata una mattina in cui me ne stavo a letto, e ho sentito il garzone del lattaio per strada che fischiettava From Me to You. Effettivamente, sono sicuro che una volta ho sentito un tipo che la fischiava. Giuro di averlo sentito!».

### Le due uscite americane
Quando la Vee-Jay Records distribuì Please Please Me negli Stati Uniti, firmò un "licensing agreement" che le dava i diritti sulla musica dei Beatles per cinque anni. Nonostante il mancato successo di Please Please Me, la Vee-Jay decise di distribuire il brano (numero di catalogo 522) con Thank You Girl sul lato B, il 6 maggio. Anche se il settimanale Cash Box lo chiamò "la vetta della settimana" alla sua uscita, le vendite furono misere come il predecessore: alla fine di giugno, aveva venduto appena 4 000 copie.
Quando il cantante di Rock & roll Del Shannon pubblicò una reinterpretazione di From Me to You per la Big Top Records proprio a giugno, la Vee-Jay provò a creare maggior interesse nell'originale sia con annunci sulle riviste sia tirando fuori nuove copie promozionali del 45 giri con la scritta "The Original Hit". Ma un grande aiuto la canzone lo ebbe anche dal Disc Jockey Dick Biondi, che trasmise Please Please Me sul canale KRLA di Los Angeles. Biondi fu licenziato dalla WLS a maggio e ripiazzato alla KRLA e riuscì a convincere i suoi nuovi datori di lavoro a inserire From Me to You alla sua playlist. Il brano entrò così nella classifica "Tune-Dex" il 14 luglio e ci rimase per 6 settimane raggiungendo la posizione numero 32 l'11 agosto.
Grazie alle vendite, From Me to You entrò nella parte cosiddetta "Bubbling Under" (i brani subito sotto la posizione numero 100) della Billboard Hot 100 raggiungendo la numero 116. Fu la prima volta che i Beatles comparvero in una classifica nazionale negli Stati Uniti e alla fine la versione originale vendette circa 22 000 copie, nonostante venga ancora considerato un disco piuttosto raro dai collezionisti.
Subito dopo l'apparizione dei Beatles nel The Jack Paar Program, uno show televisivo americano di prima serata, la Vee-Jay decise di inserire From Me to You e Please Please Me in uno stesso singolo che pubblicò il 3 gennaio 1964. La casa discografica scelse di riservare il lato A a Please Please Me, ma anche come lato B From Me to You fece ingresso nelle classifiche di Billboard il 7 marzo e raggiunse la posizione numero 41. Questa versione con entrambe le hit vendette più di un milione di copie nel 1964.

## Cover
Cover di From Me to You sono state eseguite (tra gli altri) da:
- Del Shannon nel giugno del 1963, pochi mesi dopo l'uscita dell'originale dei Beatles.
- Ricky Gianco, con una versione in italiano dal titolo Cambia tattica, del 1964.
- The Chipmunks nel loro album The Chipmunks sing the Beatles Hits del 1964.
- The Crickets nell'album California Sun del 1964.
- Bobby McFerrin nell'album Spontaneous Inventions del 1985.
- I Bee Gees nella compilation Brilliant from Birth del 1998.